# Richard Geisler
Richard Geisler (* 15. Juni 1906 in Weiherhammer; † 21. März 1967) war ein deutscher Paläontologe und Bergwerksdirektor.

## Leben
Geisler war Sohn eines Oberwerkmeisters und besuchte das humanistische Gymnasium in Straubing. Ab 1925 studierte er zunächst Philosophie an der Philosophisch-Theologischen Hochschule in Regensburg und danach Naturwissenschaften an der Universität Würzburg, wo er sich besonders der Geologie zuwandte und 1937 (Datum der Prüfung) bei Adolf Wurm promoviert wurde (Zur Stratigraphie des Hauptmuschelkalks in der Umgebung von Würzburg mit besonderer Berücksichtigung der Ceratiten).
Er erstbeschrieb die Ceratiten Ceratites pinguis (nicht valide), Ceratites alticella (valide) und Ceratites elegans (= Ceratites diversus WENGER 1957).